# Pardosa proxima poetica
Pardosa proxima là một phân loài nhện trong họ Lycosidae.
Loài này thuộc chi Pardosa. Pardosa proxima poetica được Eugène Simon miêu tả năm 1876.

## Hình ảnh

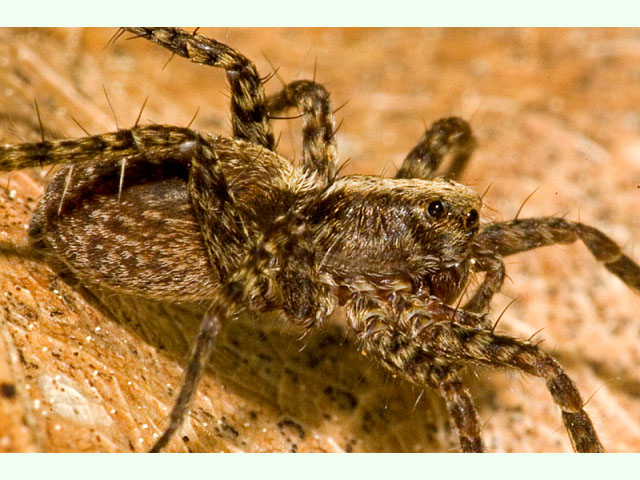